# Kings of Convenience
Kings of Convenience («Короли удобства») — инди-дуэт из Бергена, Норвегия.

## История
Музыканты группы - Эрленн Эйе и Эйрик Гламбек Бёэ. Они родились в 1975 году, знали друг друга с десятилетнего возраста.
В шестнадцатилетнем возрасте они вместе играли в группе «Skog» («Лес»). Позже эта группа, состоявшая из четырёх человек, распалась и Эрленн Эйе и Эйрик Гламбек Бёэ переехали в Лондон.
В 2001 году был выпущен их первый альбом «Quiet Is the New Loud», продюсером этого альбома стал продюсер группы Coldplay Кен Нельсон. Альбом получил некоторую известность, после него вышел альбом ремиксов «Versus». После этого о группе некоторое время не было ничего слышно — Эрленн Эйе занимался сольным материалом, живя в Берлине.
В 2004 году был выпущен альбом «Riot on an Empty Street», видео на второй сингл из этого альбома «I’d Rather Dance With You» вошло в топ-лист европейских чартов MTV в 2004 году.
Долгое время после этого у группы был период бездеятельности, ходили слухи о том, что группа распалась, но 7 марта 2007 года группа отыграла концерт в Мехико и заявила о работе над новым альбомом.
В 2006 году группа выступила в одном из клубов Санкт-Петербурга.
В январе 2008 года группа отыграла концерты в Северных норвежских городах, а также в Стокгольме.
14 июня 2009 года группа объявила в интернете о скором выходе нового альбома и туре в сентябре 2009 года.
20 октября 2009 года был выпущен третий альбом «Declaration of Dependence».
23 мая 2013 года состоялся первый официальный[прояснить] концерт группы в России (Москва, Зелёный театр).
18 июня 2021 года группа выпустила свой четвёртый альбом «Peace or love».

## Альбомы
- Quiet Is The New Loud — первый студийный альбом (релиз: 6 марта 2001 года)
- Versus — первый альбом ремиксов (релиз: 30 октября 2001 года)
- Riot On An Empty Street — второй студийный альбом (релиз: 21 июня 2004 года)
- Declaration of Dependence — третий студийный альбом (релиз: 20 октября 2009 года)
- Peace or love — четвёртый студийный альбом (релиз: 18 июня 2021 года)

## EPs
- Magic in the Air (3 песни, CD выпущен ограниченным тиражом; включает кавер-версию песни «Manhattan Skyline» группы a-ha) (2001)
- Playing Live in a Room (5 песен) — Virgin — (2000)
- Kings of Convenience’s Live Acoustic Sessions — Milan 2009 (4 песни) (2010)

## Синглы
| Год  | Сингл                              | Хит-парады | Альбом                    |
| Год  | Сингл                              | UK         | Альбом                    |
| ---- | ---------------------------------- | ---------- | ------------------------- |
| 1999 | «Brave New World»                  | —          |                           |
| 1999 | «Failure»                          | —          | Quiet is the New Loud     |
| 1999 | «Toxic Girl»                       | —          | Quiet is the New Loud     |
| 2001 | «Failure» (re-release)             | 63         | Quiet is the New Loud     |
| 2001 | «Toxic Girl» (re-release)          | 44         | Quiet is the New Loud     |
| 2001 | «Winning a Battle, Losing the War» | 82         | Quiet is the New Loud     |
| 2004 | «Misread»                          | 83         | Riot on an Empty Street   |
| 2004 | «I’d Rather Dance with You»        | 60         | Riot on an Empty Street   |
| 2005 | «Know How» (feat. Feist)           | 86         | Riot on an Empty Street   |
| 2009 | «Mrs. Cold»                        | —          | Declaration of Dependence |
| 2009 | «Boat Behind»                      | —          | Declaration of Dependence |
| 2021 | «Rocky Trail»                      | —          | Peace or love             |